# Omloop Het Volk 1954
L'Omloop Het Volk 1954 va ser la desena edició de l'Omloop Het Volk. La cursa es va disputar el 14 de març de 1954, amb inici i final a Gant. El vencedor fou Karel De Baere.

## Classificació general
| Posició | Ciclista                | Temps      |
| ------- | ----------------------- | ---------- |
| 1       | Karel De Baere (BEL)    | 6h 17' 00" |
| 2       | Roger De Corte (BEL)    | + 0"       |
| 3       | Jan De Valck (BEL)      | + 0"       |
| 4       | René Mertens (BEL)      | + 0"       |
| 5       | Ernest Sterckx (BEL)    | + 0"       |
| 6       | Joseph Van Stayen (BEL) | + 0"       |
| 7       | Lode Anthonis (BEL)     | + 0"       |
| 8       | Gilbert Desmet (BEL)    | + 0"       |
| 9       | André Vlayen (BEL)      | + 0"       |
| 10      | Basiel Wambeke (BEL)    | + 0"       |